# سیندی مانسون
سیندی مانسون (انگلیسی: Cyndi Munson) سیاستمدار آمریکایی است.